# گمینا اولتسکو
گمینا اولتسکو (به لهستانی:  Gmina Olecko) یک گمینا در لهستان است که در شهرستان اولتسکو واقع شده‌است. گمینا اولتسکو ۲۶۶٫۶ کیلومتر مربع مساحت و ۲۱٬۴۱۳ نفر جمعیت دارد.